# براین ماروود
براین ماروود (به انگلیسی: Brian Marwood) بازیکن فوتبال زادهٔ ۵ فوریه ۱۹۶۰ اهل انگلستان بود که سابقهٔ بازی در تیم ملی فوتبال انگلستان را در کارنامهٔ خود دارد. وی در تاریخ ۱۶ نوامبر ۱۹۸۸ تنها بازی ملی خود را در مقابل تیم ملی فوتبال عربستان سعودی انجام داد.